# ابراهیم تومناری
ابراهیم تومَناری همچنین شهرت‌یافته به ابن سعیدِ تومناری (؟ - ۱۷۸۵م) (نسب: ابراهیم بن محمد بن ابراهیم بن سعید) فقیه مالکی و سفرنامه‌نویس مراکشی بود. از اهالی سوس در مغرب بود. آثاری نگاشت که مهم‌ترین آن‌ها الرحلة بوده است.